# Rana Bahadur Shah
Rana Bahadur Shah av Nepal, född 1775, död 1806, var kung av Nepal mellan 1777 och 1799. 